# Mirosław Adamczyk
Pour les articles homonymes, voir Adamczyk.
Mirosław Adamczyk est un prélat catholique polonais, nonce apostolique en Argentine (en) depuis 2020.

## Enfance et études
Il est né à Gdańsk, en Pologne, le 16 juillet 1962, d’une famille pieuse de souche cachoube. Après son diplôme du lycée maritime (pl) de Gdynia, il est entré au séminaire de Gdańsk (pl) en 1981. Il a étudié à l’Académie pontificale ecclésiastique et est diplômé en droit canonique.

## Prêtre
Il est ordonné prêtre par Tadeusz Gocłowski (en) le 16 mai 1987 et incardiné dans le diocèse de Gdańsk,. Pendant deux ans, ill a été vicaire à la paroisse saint-Ignace-de-Loyola (pl), dans le quartier de Stare Szkoty (pl). Au service diplomatique du Saint-Siège depuis le 1er juillet 1993, il a été en poste dans plusieurs représentations diplomatiques du Saint-Siège .

### Distinction
Il a été honoré du titre de Prélat d'honneur.

## Nonce apostolique
Le 22 février 2013, Benoît XVI l’a promu nonce apostolique au Liberia (en), avec le titre d’archevêque titulaire d’Otriculum (de). Il est consacré le 27 avril suivant en la cathédrale de Gdańsk-Oliwa par le cardinal Kazimierz Nycz, archevêque de Varsovie, assisté de Sławoj Leszek Głódź (pl), archevêque de Gdańsk et Savio Hon Tai-Fai, secrétaire de la congrégation pour l’évangélisation des peuples. Il présente ses lettres de créance à la présidente Ellen Johnson Sirleaf le 4 juillet suivant. Le 8 juin 2013, le pape François l’a de plus nommé nonce en Gambie, ainsi qu’au Sierra Leone (en) le 21 septembre.
Le 12 aout 2017, il est transféré à la nonciature apostolique au Panama (en), puis le 22 février 2020 à la nonciature en Argentine (en).